# Pavetta micheliana
Pavetta micheliana là một loài thực vật có hoa trong họ Thiến thảo. Loài này được J.-G.Adam mô tả khoa học đầu tiên năm 1973.